# Carlos Verga
Carlos Alberto Verga, detto Carlucho (... – Santa Fe, 23 maggio 2019), è stato un cestista argentino.

## Carriera
Con l'Argentina ha disputato due edizioni dei Campionati sudamericani (1976, 1977), vincendo una medaglia d'oro.